# 삼성 갤럭시 탭 S5e
삼성 갤럭시 탭 S5e(영어: Samsung Galaxy Tab S5e)는 삼성전자에서 출시한 안드로이드 태블릿이다. 이 태블릿 컴퓨터는 2019년 2월 15일에 발표되었으며 2019년 4월 26일에 출시되었다.

## 사양

### 하드웨어
삼성 갤럭시 탭 S5e는 화면용 알루미늄 프레임과 알루미늄 후면으로 제작되었다. 이 장치는 블랙, 골드, 실버 중에서 선택할 수 있다. AKG 튜닝 기능이 있는 스테레오 스피커가 있다. USB-C 포트는 다른 부속품을 충전하고 연결하는 데 사용된다.
삼성 갤럭시 탭 S5e는 퀄컴 스냅드래곤 670 시스템 온칩을 사용하며, 4GB 또는 6GB 램과 64GB, 128GB의 확장 불가능한 eMMC 5.1 내장 스토리지를 갖추고 있다.
삼성 갤럭시 탭 S5e는 7040mAh 배터리를 탑재하고 있으며, 최대 18W의 고속 충전이 가능하다.
삼성 갤럭시 탭 S5e는 10.5인치 2560 x 1600 슈퍼 아몰레드 디스플레이를 탑재했다. 디스플레이의 가로 세로 비율은 16:10이다.
삼성 갤럭시 탭 S5e는 후면 듀얼 카메라를 탑재했다. 넓은 26mm f/2.0 렌즈 1300만 화소 센서, 전면 카메라는 800만 화소 센서를 사용한다. 그것은 30fps로 4K 비디오를 녹화할 수 있다.

### 소프트웨어
삼성 갤럭시 탭 S5e는 안드로이드 파이를 기반으로 한 One UI 1.1로 기본 탑재했으며, 안드로이드 11로 기반으로 한 One UI 3.1로 업데이트됐다.